# 竹本正雅
竹本 正雅（たけもと まさつね、文政9年（1825年） - 明治元年10月7日（1868年11月20日））は、江戸時代末期（幕末期）の幕臣。甲斐守。

## 経歴
父は旗本荒川練賢、母は片桐氏。竹本家に養子に入る。安政6年（1859年）10月外国奉行に就任、翌月神奈川奉行を兼ねた。翌万延元年12月23日（1861年1月24日）、全権委員として日普修好通商条約に調印。文久2年（1862年）10月大目付となり、12月再び外国奉行を兼ねる。12月9日（1863年1月28日）、英国代理公使ジョン・ニールを訪れ、御殿山に建設中の新公使館の使用中止を依頼した。公使館はこの3日後に、高杉晋作らに焼き討ちされた（英国公使館焼き討ち事件）。ニールとの会談の際、将軍が天皇の説得に失敗した場合には内乱となる可能性があること、その場合には英国は幕府を援助してくれるかを尋ね、ニールから肯定的な回答を得た。
この縁もあり、生麦事件の交渉にあたっては、幕府側の窓口を務めた。生麦事件の賠償金として英国は10万ポンド（加えて第二次東禅寺事件の賠償金が1万ポンド）と莫大なものであった（文久3年2月19日に伝達）。しかし幕府が賠償金を支払い、かつ条約順守の姿勢を見せた場合、英仏両国は幕府を軍事的に援助すると申し出た。当時将軍徳川家茂は京都にあり、江戸の留守政府では重大な決断はできなかった。このため、竹本は京都へ出向き、4月8日（1863年5月25日）、横浜に戻り、軍事援助の申し出を断ると同時に、一両日中に賠償金の支払い方法を決定することに合意した。ところが竹本は「病気」になってしまい、その後の最終的交渉には参加しなかった（結果としては5月9日（6月24日）に11万ポンドが支払われている）。
竹本は5月5日（6月20日）に咸臨丸で江戸を離れ、大坂で老中小笠原長行らの率兵上洛計画を阻止しようとしたが、説得には失敗した（小笠原らは淀まで進軍したが、家茂から入京を見合わせるようとの命令が下り、率兵上洛は結局実現しなかった）。6月12日（7月27日）に咸臨丸に乗船し大坂を後にした。7月外国奉行専任となり、横浜鎖港交渉を担当した。翌元治元年（1864年）8月、下関戦争の処理交渉に当たった。11月外国奉行を免ぜられ外交の第一線を退く。幕府倒壊後、程なく病没した。墓所は新宿区善国寺を経て池上本門寺に改葬された。